# Foulain
Foulain é uma comuna francesa na região administrativa de Grande Leste, no departamento de Haute-Marne. Estende-se por uma área de 26,28 km². Em 2010 a comuna tinha 710 habitantes (densidade: 27 hab./km²).